# Phon Sawan (huyện)
Phon Sawan (tiếng Thái: โพนสวรรค์) là một huyện (amphoe) ở tỉnh Nakhon Phanom ở đông bắc của Thái Lan.

## Địa lý
Các huyện giáp ranh (từ phía tây theo chiều kim đồng hồ) là: Na Wa, Si Songkhram, Tha Uthen và Mueang Nakhon Phanom của tỉnh Nakhon Phanom, và Kusuman của tỉnh Sakon Nakhoni.

## Lịch sử
Tiểu huyện (king amphoe) đã được thành lập ngày 7 tháng 1 năm 1986, khi 5 tambon Phon Sawan, Na Hua Bo, Na Khamin, Phon Bok và Ban Kho đã được tách ra từ huyệnTha Uthen. Tiểu huyện đã được nâng cấp thành huyện ngày ngày 9 tháng 5 năm 1992.

## Hành chính
Huyện được chia ra thành 7 phó huyện (tambon), các đơn vị này lại được chia thành 86 làng (muban). Phon Sawan là thị trấn (thesaban tambon) nằm trên một phần của tambon Phon Sawan và Phon Chan. Có 7 Tổ chức hành chính tambon.
| STT. | Tên        | Tên Thái | Số làng | Dân số |  |
| ---- | ---------- | -------- | ------- | ------ |  |
| 1.   | Phon Sawan | โพนสวรรค์ | 13      | 9.982  |  |
| 2.   | Na Hua Bo  | นาหัวบ่อ   | 9       | 5.468  |  |
| 3.   | Na Khamin  | นาขมิ้น    | 16      | 8.849  |  |
| 4.   | Phon Bok   | โพนบก    | 10      | 5.895  |  |
| 5.   | Ban Kho    | บ้านค้อ    | 18      | 12.311 |  |
| 6.   | Phon Chan  | โพนจาน   | 12      | 7.548  |  |
| 7.   | Na Nai     | นาใน     | 8       | 4.299  |  |